# Ignacio Agramonte Loynaz
Ignacio Agramonte Loynáz —conegut com "el Mayor— (23 de desembre de 1841, Puerto Príncipe, actual província de Camagüey - 11 de maig de 1873, Potreros de Jimaguayú) va ser un patriota cubà.

## Joventut i formació
Nascut el a la localitat de a la casa marcada amb el número 5 del carrer de "La Soledad". Va ser fill del llicenciat Ignacio Agramonte Sánchez Pereira, advocat com a molts dels seus antecessors, d'origen navarrès per línia paterna, i María Filomena Loynáz i Caballero, procedent d'una antiga família adinerada de Camagüey.
Va realitzar els seus primers estudis a la seva ciutat natal i després, davant la impossibilitat d'iniciar estudis superiors a Puerto Príncipe, en 1852 és enviat a Barcelona, Espanya, on ingressa primerament en el col·legi d'Isidoro Prats en el qual va cursar tres anys de llatinitat i humanitats.
En 1855 comença els seus estudis elementals de Filosofia, en opció al títol de Batxiller en Arts, en el col·legi de José Figueras, tots dos centres docents estaven adscrits a la Universitat de Barcelona, on ingressa en 1856; a l'any següent torna a Cuba i a la Universitat de l'Havana estudia dret civil i canònic, per rebre el seu títol de Llicenciat l'11 de juny de 1865.
Dos anys més va romandre Agramonte a la universitat, perquè encara que exercia com a advocat, va continuar els estudis corresponents al doctorat fins al 24 d'agost de 1867 que realitza el seu darrer examen.

## Matrimoni
L'1 d'agost de 1866 contreu matrimoni amb Amalia Simoni qui seria l'amor de la seva vida, a l'Església de Nuestra Señora de la Soledad, unió de la qual neixen els seus dos fills: Ernesto, nascut a la manigua, i Herminia, a la qual no va arribar a conèixer.
És molt coneguda la literatura epistolar que va dirigir a la seva estimada Amalia (aquí la traducció al català de l'original escrit en castellà):
"Idolatrada esposa meva: El meu pensament més constant enmig de tants afanys és el del teu amor i el dels meus fills. Pensant en tu, be meu, passo les meves millors hores, i tot el meu gaudi futur el baso a tornar al teu costat després de lliure Cuba.Quants somnis d'amor i de ventura, Amàlia meva! Els únics dies feliços de la meva vida van passar ràpidament al teu costat, embriagat de les teves mirades i els teus somriures. Avui no et veig, no t'escolto, i sofreixo amb aquesta absència que el deure m'imposa. Per això visc en l'avenir i compto amb afany les hores presents que no passen amb tanta velocitat com jo voldria..."
Camagüey, 1 de juliol de 1871

## Maçó
En 1867 es vincula a la fundació de la Lògia Tínima, creada amb finalitats conspiradores.

## Aixecament en Armes
Una vegada iniciada la Guerra per Carlos Manuel de Céspedes el 10 d'octubre de 1868 a La Demajagua, els camagüeyans secundaren l'acció amb l'aixecament armat a "Les Clavellinas"", el 4 de novembre. Ignacio Agramonte queda a la ciutat a càrrec de l'assegurament del moviment revolucionari, per la qual cosa s'incorpora a la manigua el dia 11 en l'enginy "El Oriente", a la rodalia de Sibanicú.
Molt aviat mostra els seus dots de dirigent polític en enfrontar-se en la reunió del parador de "Les Mines" a Napoleón Arango i els seus seguidors el 26 de novembre de 1868, els qui proposaven un acord amb la metropoli basat en reformes polítiques; Agramonte replica vigorosament:
"Acabin d'una vegada els cabildejos, les maldestres dilacions, les demandes que humilien: Cuba no té més camí que conquistar la seva redempció, arrencant-la a Espanya per la força de les armes."
Existia una contradicció sobre el moment de dur a terme l'aixecament en armes doncs els camagüeyans eren partidaris d'ajornar l'aixecament fins a 1869 després de la collita de la canya de sucre mentre que d'altra banda els manzanillers seguits per la resta dels orientals no volien esperar més i es van pronunciar el 10 d'octubre de 1868 en "La Demajagua" sota el lideratge de Carlos Manuel de Céspedes.
Les discrepàncies que existien es van posar de manifest al convocar-se i celebrar-se l'Assemblea de Guáimaro, on es va aprovar la Carta Constitucional redactada per Agramonte i el havanenc Antonio Zambrana. Aquestes discrepàncies estaven donades perquè Carlos Manuel de Céspedes defensava el comandament centralitzat polític-militar i Ignacio Agramonte es pronunciava per les institucions democràtiques.
El 26 de febrer de 1869 en Sibanicú, quedà constituïda l'Assemblea de Representants del Centre, la que integra Agramonte, més tard faria prevaler les seves opinions en l'Assemblea de Guáimaro on es redacta la primera constitució de la República en Armes.

## Major General
Pocs dies abans de l'Assemblea de Guáimaro, el 26 d'abril, Agramonte renúncia a l'escó en la Cambra de Representants, en ser nomenat Major General de l'Exèrcit Alliberador, cap de la Divisió de Camagüey.
La seva primera activitat militar és l'organització de tallers i fàbriques on es reparen i elaboren els mitjans necessaris per a les forces insurrectes. En aquest període dirigeix importants accions com el combat de Ceja de Altagracia, i l'atac a Puerto Príncipe, participa com a segon al comandament en el combat de Mines de Juan Rodríguez, dirigit pel Major General Thomas Jordan.

## Aportació a la guerra de guerrilles
A l'abril de 1870, a causa de les discrepàncies amb Céspedes quant a la manera de realitzar la guerra, renúncia a la prefectura militar de Camagüey i roman sense comandament, encara que va mantenir la seva graduació i va participar en combats com el de l'Ingenio Grande, Jimirú, Socorro... i va continuar el seu propi ensinistrament, especialment en la utilització de la cavalleria en funció de la guerra de guerrilles.
A principis de 1871 Céspedes li va oferir la prefectura militar de Camagüey, la que va reassumir el 17 de gener, quan la situació dels insurrectes era molt greu a la regió, moment a partir del qual s'experimentà un millorament progressiu i les forces mambises passen de la defensiva a l'ofensiva.

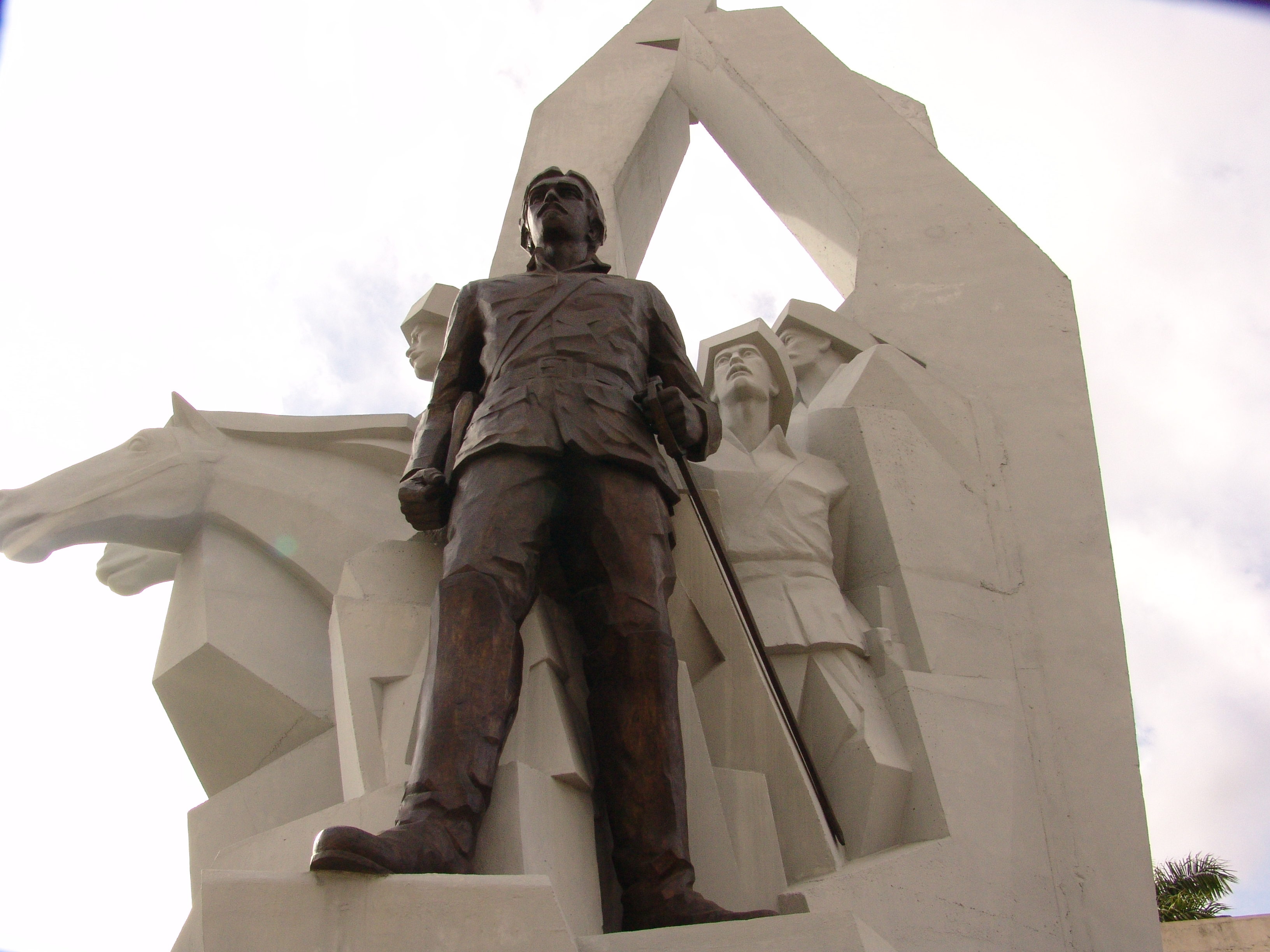
Estàtua d'Ignacio Agramonte a la Plaça de la Revolució de Camagüey.

## Activitat política a la Cambra de Representants
En la coneguda Assemblea de Guáimaro, celebrada per aconseguir la unificació dels insurrectes i amb vista a proveir d'institucions a la futura República, es va crear un govern republicà unicameral, amb una Cambra de Representants amb el poder no només de legislar, sinó de nomenar i deposar el President de la República.
El poder executiu va ser concebut amb molt poca fortalesa i independència i en general l'estructura governamental era extremadament utòpica per a les condicions de guerra i la falta de territori alliberat existent. Aquesta Càmera posteriorment va limitar els poders de Carlos Manuel de Céspedes i fins i tot el va destituir, la qual cosa seria el primer d'una sèrie d'esdeveniments d'una política desafortunada que va permetre la fi de la contesa sense haver aconseguit la independència. Ignacio Agramonte i el seu germà Eduardo, tots dos amb ideals republicans molt elevats, però poc realistes a l'inici de la Guerra dels Deu Anys, van contribuir bastant a la formació d'aquest govern i als conflictes polítics interns dels inicis de la guerra.
Ignacio Agramonte va estar fins i tot enfrontat dins del govern al President Carlos Manuel de Céspedes, suposadament combatent les seves potencials o reals tendències dictatorials, i el va acusar d'estendre favors a familiars i de mantenir una actitud despòtica. Més enllà del rerefons real que poguessin tenir algunes d'aquestes acusacions, l'actitud de Agramonte en aquesta etapa va augmentar la divisió al si del govern, que en aquells moments necessitava un poder executiu fort i generals amb el poder de convocar, decidir i organitzar la lluita.
Les dissensions van arribar fins a tal punt que Agramonte va reptar a duel al President Céspedes, qui amb gran maduresa política -mai per covardia- va declinar l'enfrontament personal sota l'argument de ser tots dos necessaris per a la independència de Cuba, comminant-lo a sotmetre's a les ordres del Govern en Armes. Com ja s'ha expressat, en aquesta època Agramonte va abandonar el seu escó a la Cambra de Representants i va assumir el comandament militar de la província de Camagüey.

## Organització militar de Camagüey. La Cavalleria del Major
Agramonte, davant la difícil situació creada a Orient per les campanyes d'extermini de l'exèrcit espanyol anomenades Creciente de Valmaseda i els recents triomfs militars espanyols a les planes de Camagüey, va assumir el comandament del Camagüey i es va donar a la tasca d'organitzar als indisciplinats mambises (soldats de l'exèrcit alliberador) de la regió.
D'intenses lectures històriques i militars, i de l'aprenentatge en l'ús del matxet que va ensenyar Gómez als cubans, va extreure l'essència organitzativa per a una cavalleria que es va fer cèlebre durant els anys 1871 a 1873.
Amb l'ajuda del capità i després comandant Henry Reeve (qui arribà a ser Brigadier i era un jove de grans dots militars i provada valentia nascut a Nova York i que es va comprometre fins a la mort amb la independència de Cuba), va organitzar a la cavalleria en manípulos o regiments petits, constituïts cadascun per mambises que residissin en una mateixa zona i que podien ser convocats amb increïble rapidesa per missatgers que posseïen els cavalls més ràpids i que canviaven les muntures per les càrregues al matxet.
La cavalleria del Major, com la coneixien els seus soldats, estava exquisidament entrenada per moure's al toc del clarí del corneta en maniobres d'extraordinària velocitat i eficàcia que desordenaven i desfeien els quadres defensius de les columnes espanyoles. Amb enorme rapidesa les forces cubanes es partien en dos o més grups en maniobres de diversió o envolupants, per a després unir-se en una càrrega aclaparadora.
Sent un excel·lent genet i mestre d'esgrima, amb un valor personal a tota prova i exigint-se a si mateix el màxim per poder exigir el mateix als seus homes, Agramonte era idolatrat pels seus soldats. En uns pocs mesos la cavalleria dirigida per ell i per Reeve es va fer mestressa dels camps de Camagüey i de nombrosos poblats, al punt d'existir un moment en aquests anys en què van quedar en mans dels espanyols només quatre poblacions: Puerto Príncipe (Camagüey), Florida, Nuevitas i Santa Cruz del Sur. La resta de les poblacions i tot el camp, estava en mans dels mambises.

## El Rescat de Sanguily
Rescat de Sanguily és com es coneix una de les proeses militars dels inicis de la guerra dels deu anys duta a terme per Ignacio Agramonte.
El 7 d'octubre de 1871, el major general Ignacio Agramonte va acampar amb la força del seu comandament, uns 70 genets, al Potrero de Consuegra, al sud de Puertio Príncipe, ocasió que va aprofitar el brigadier Julio Sanguily per sol·licitar autorització per dirigir-se al bohío de Cirila López, a la finca Santo Domingo, enfront de Lloma Bonita, perquè aquesta li arreglés l'única muda de roba que posseïa. Sense el degut permís marxa a l'alba de l'endemà, poc temps després d'arribar a la seva destinació és sorprès i fet presoner per una cavalleria espanyola composta de 120 d'infants de rifle a cavall.
Enterado Agramonte de la mala notícia va escollir 35 genets y va ordenar a Henry Reeve que seguís el rastre de l'enemic a marxes forçades, el qual fou vist finalment a la finca de Toño Torres o Pozo de La Esperanza, cuando traspassava el camí. Quasi a la vista dels espanyols el Mayor va explicar als seus companys que: "És imprescindible rescatar viu o mort a Sanguily o perir tots en el intent".
Sorpresos els espanyols per la furiosa càrrega iniciada pel capità Palomino, amb prou feines van poder oferir resistència organitzada, deixant sobre el camp onze morts, emportant-se Agramonte amb ell al seu apreciat brigadier.
Això va ser possible per l'acerada disciplina i entrenament de la cavalleria mambisa, que funcionava immillorablement en accions ràpides, en petits nuclis, on el sistema d'ordres i organització tàctica en les accions era molt eficaç.
De vegades es creu que aquesta va ser una acció improvisada (ho va ser com a acció, però el seu èxit va ser assegurat pel treball d'organització i instrucció del Major), no obstant això va ser el producte lògic de l'enteniment de la disciplina de la cavalleria adaptada a les especificacions del terreny, les característiques de la guerra i el moment.
Els espanyols es van veure totalment impedits de respondre eficientment davant la rapidesa i la coherència d'aquesta acció combativa.

## Mort
Durant una de les seves més brillants campanyes, després de reconstruir les forces del centre de l'illa, preparant la invasió de la província de las Villas que tant havia estat proposada per Máximo Gómez, va caure en combat l'11 de maig de 1873, als Potreros de Jimaguayú.
Una emboscada el va sorprendre amb pocs ajudants i una bala en una templa el va fer caure. Els soldats espanyols es van apoderar del cadàver i els oficials en reconèixer els documents, ordenaren portar el cos cap a Puerto Príncipe, on fou exposat a l'hospital de l'Església de San Juan de Dios, i cremat l'endemà, bufant les cendres als quatre vents per intentar conjurar el seu exemple alliberador.
Molt s'ha parlat de la seva mort, sent una peça clau en l'organització militar i política de la guerra. Potser fou el personatge de major influència entre les forces mambises i la població cubana en aquest moment, amb la suficient universalitat per ser acceptat i valorat per la totalitat dels cubans, malgrat l'alta dosi de localisme que existia en l'època. D'una banda, el seu caràcter tenia un grau inusual alt de disciplina, coneixement del terreny i comprensió de la lògica de la guerra i per un altre, aquesta emboscada és possiblement un acte d'imprudència pel costat del Major i fortuït pel costat espanyol, que s'havia mostrat impotent no només de fer-li front sinó encara més, de capturar-lo. En qualsevol cas va ser una pèrdua que potser no va ser superada mai en el curs de la guerra dels Deu Anys i el seu buit militar i polític va ser només omplert pels prohoms de la independència com Martí, Gómez i Maceo, més endavant.
D'Ignacio Agramonte, l'apòstol Martí expressa el següent, comentant el valor cívic i la intel·ligència política del Major, quan parla de Céspedes, que en alguns moments va mostrar serioses diferències amb ell, i que, no obstant això, ho va defensar en justa i desinteressada manera en tota la grandesa que mereixia aquell que es guanyaria l'apel·latiu de Pare de la Pàtria.
"Però mai va ser tan gran, ni tot i que van profanar el seu cadàver els seus enemics, com quan en sentir la censura que feien del govern lent els seus oficials, desitjosos de veure'l rei pel poder com l'era per la virtut, es va posar dempeus, alarmat i superb, amb alçada que no s'ha vist fins llavors, va dir aquestes paraules: Mai permetré que es murmuri en la meva presència del President de la República." (referint-se a Carlos Manuel de Gespes).